# Northwest-Airlines-Flug 2501
Am 23. Juni 1950 verschwand eine Douglas DC-4 auf dem Northwest-Airlines-Flug 2501, der täglich zwischen New York City und Seattle erfolgte. An Bord waren 55 Passagiere und 3 Besatzungsmitglieder. Der Verlust aller 58 Passagiere und Besatzungsangehörigen war der bis dahin schwerste Verkehrsflugzeugunfall in der US-amerikanischen Geschichte.
Das Flugzeug war in ungefähr 3500 Fuß (1100 m) Höhe über dem Lake Michigan, 18 Meilen (29 km) nordnordwestlich von Benton Harbor, Michigan, nachdem die Beantragung eines Sinkflugs bis 2500 Fuß (760 m) durchgegeben wurde, als es von den Radarschirmen verschwand. Eine breit angelegte Suche, einschließlich der Verwendung von Sonar und Absuchen des Grundes des Lake Michigan mit einem Trawler, blieb ohne Erfolg. Viele leichte Trümmer, Polster und Leichenteile wurden an der Oberfläche schwimmend gefunden, aber auch Taucher konnten das Flugzeugwrack nicht finden.

## Ursache
Es gab viele Theorien über die Ursache des Verschwindens des Flugzeugs vom Radar. Es war bekannt, dass das Flugzeug in eine Gewitterfront mit Turbulenzen flog, aber da es nicht gefunden wurde, konnte die Ursache des Absturzes nie geklärt werden.

## Opfer
Zwei komplette Familien wurden bei dem Unfall getötet. Die größte Gruppe war die Familie Hokansons: John, seine Frau Catherine, ihre sieben Jahre alte Tochter Janice und ihr vier Jahre alter Sohn Thomas. Die andere Familie bestand aus William H. Freng, einem Rechtsanwalt und Vizepräsidenten der International Telephone and Telegraph, seiner Frau Rosa und der 18-jährigen Tochter Barbara.

## Heute
Das verschollene Flugzeugwrack ist Gegenstand einer langjährigen Suche der Michigan Shipwreck Research Associates, kurz MSRA, einer in Michigan ansässigen Freiwilligen-Organisation. Die Suche finanzierte der bekannte Autor Clive Cussler, der die National Underwater and Marine Agency gegründet hatte und weltweit nach Schiffswracks suchte.
Im September 2008 fand ein Forscher, der den Unfall untersuchte, ein anonymes Grab, von dem man glaubte, es enthalte die Überreste von einigen der 58 Opfer. Valerie van Heest, Mitglied der MSRA, sagte, Überreste der Opfer seien an Land gespült und in einem Massengrab beigesetzt worden. Sie meinte weiter, sie seien auf dem St.-Joseph-Friedhof ohne Wissen der Angehörigen begraben worden, und das Grab sei nie markiert worden.